# Mickey Roach
Mickey Roach (né le 1er mai 1895 – mort le 1er avril 1977) est un joueur professionnel de hockey sur glace. Il évolue en tant que professionnel au début du XXe siècle dont huit saisons dans la Ligue nationale de hockey,.

## Biographie
Roach est natif de Boston dans le Massachusetts aux États-Unis et fait ses débuts en tant que professionnel en 1914-1915 avec les Boston Arenas. Il finit la saison en tant que meilleur buteur. Par la suite, pendant quelques saisons il évolue dans les différents championnats d'Amérique du Nord.
En 1919-2020, il rejoint les St. Pats de Toronto dans la Ligue nationale de hockey. Le 6 mars 1920, il inscrit cinq buts au cours d'un même match contre les Bulldogs de Québec.
Lors de la saison suivante, la LNH déménage la franchise des Bulldogs pour devenir les Tigers de Hamilton. La ligue oblige chaque équipe à donner des joueurs à cette « nouvelle équipe  ». Cecil Dye est le joueur donné par l'équipe de Toronto mais après le premier match joué et une victoire 5-0, les St. Pats reviennent sur leur décision et demandent à Roach de prendre la place de Dye à Hamiltonv.
Finalement, Roach joue pendant les cinq saisons qu'existe la franchise et est le joueur le plus utilisé par les entraîneurs avec cent-douze parties disputées mais également le meilleur passeur et pointeur. Lors de la dernière saison de la franchise en 1924-1925, elle termine à la première place du classement mais est disqualifiée à la suite d'une demande d'extension de salaires des joueurs puis à une grève.
La franchise change une nouvelle fois de ville pour devenir les Americans de New York, Rocah suivant le mouvement. Il joue encore deux saisons dans la LNH avant de se tourner vers les rangs des ligues mineures en 1927. Au cours des années 1930, il occupe pendant quelque temps un poste d'entraîneur.

## Statistiques
| Saison     | Équipe                     | Ligue       |     | Saison régulière | Saison régulière | Saison régulière | Saison régulière | Saison régulière |   | Séries éliminatoires | Séries éliminatoires | Séries éliminatoires | Séries éliminatoires | Séries éliminatoires |
| Saison     | Équipe                     | Ligue       | PJ  | B                | A                | Pts              | Pun              | PJ               | B | A                    | Pts                  | Pun                  |                      |                      |
| 1913-1914  | Boston Pilgrims            | Exhib.      | 8   | 4                | 0                | 4                |                  | 2                | 0 | 0                    | 0                    | 3                    |                      |                      |
| 1913-1914  | Boston English High        | High-MA     |     |                  |                  |                  |                  |                  |   |                      |                      |                      |                      |                      |
| 1914-1915  | Boston Arenas              | ALAH        | 10  | 14               | 0                | 14               |                  | 7                | 4 | 0                    | 4                    |                      |                      |                      |
| 1915-1916  | Boston Arenas              | ALAH        | 6   | 11               | 0                | 11               |                  |                  |   |                      |                      |                      |                      |                      |
| 1916-1917  | New York Crescents         | ALAH        | 6   | 5                | 0                | 5                |                  | 6                | 4 | 0                    | 4                    |                      |                      |                      |
| 1917-1918  | New York Wanderers         | USLNH       | 10  | 12               | 0                | 12               |                  |                  |   |                      |                      |                      |                      |                      |
| 1918-1919  | Tigers de Hamilton         | OHA Sr.     | 8   | 17               | 12               | 29               |                  | 4                | 4 | 3                    | 7                    |                      |                      |                      |
| 1918-1919  | Tigers de Hamilton         | Coupe Allan |     |                  |                  |                  |                  | 2                | 1 | 1                    | 2                    | 0                    |                      |                      |
| 1919-2020  | St. Pats de Toronto        | LNH         | 21  | 11               | 2                | 13               | 4                |                  |   |                      |                      |                      |                      |                      |
| 1920-1921  | St. Pats de Toronto        | LNH         | 9   | 1                | 1                | 2                | 2                |                  |   |                      |                      |                      |                      |                      |
| 1920-1921  | Tigers de Hamilton         | LNH         | 14  | 9                | 8                | 17               | 0                |                  |   |                      |                      |                      |                      |                      |
| 1921-1922  | Tigers de Hamilton         | LNH         | 24  | 14               | 6                | 20               | 7                |                  |   |                      |                      |                      |                      |                      |
| 1922-1923  | Tigers de Hamilton         | LNH         | 24  | 17               | 10               | 27               | 8                |                  |   |                      |                      |                      |                      |                      |
| 1923-1924  | Tigers de Hamilton         | LNH         | 20  | 5                | 3                | 8                | 7                |                  |   |                      |                      |                      |                      |                      |
| 1924-1925  | Tigers de Hamilton         | LNH         | 30  | 6                | 4                | 10               | 8                |                  |   |                      |                      |                      |                      |                      |
| 1925-1926  | Americans de New York      | LNH         | 25  | 3                | 0                | 3                | 4                |                  |   |                      |                      |                      |                      |                      |
| 1926-1927  | Americans de New York      | LNH         | 44  | 11               | 0                | 11               | 14               |                  |   |                      |                      |                      |                      |                      |
| 1927-1928  | Cataracts de Niagara Falls | CPHL        | 41  | 12               | 6                | 18               | 23               |                  |   |                      |                      |                      |                      |                      |
| 1928-1929  | Bulldogs de Windsor        | CPHL        | 42  | 8                | 9                | 17               | 0                | 7                | 1 | 0                    | 1                    | 2                    |                      |                      |
| 1929-1930  | Bisons de Buffalo          | LIH         | 10  | 0                | 0                | 0                | 0                |                  |   |                      |                      |                      |                      |                      |
| 1930-1931  | Bisons de Buffalo          | LIH         |     |                  |                  |                  |                  |                  |   |                      |                      |                      |                      |                      |
| Totaux LNH | Totaux LNH                 | Totaux LNH  | 211 | 77               | 34               | 111              | 54               |                  |   |                      |                      |                      |                      |                      |